# داش سیا (شخصیت کارتون سیا ساکتی)
داش سیا یکی از شخصیت‌های محبوب در کارتون ایرانی سیا ساکتی است. خالق سیا ساکتی بهرام عظیمی است که به گفته خودش شخصیت سیا ترکیبی از چند نفر از دوستان اوست

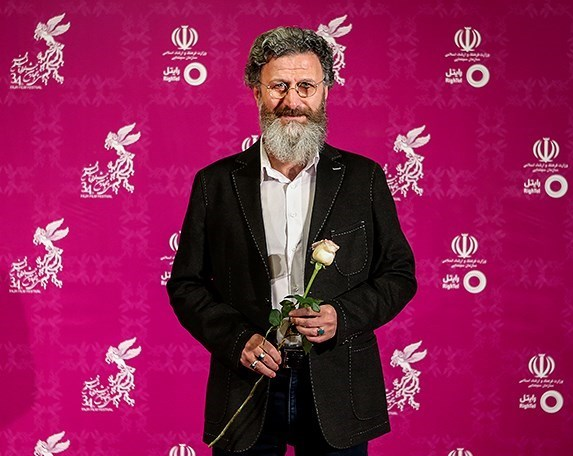

### تاریخچه شخصیت داش سیا
شخصیت داش سیا برای اولین بار در دهه ۱۳۷۰ شمسی در کارتون سیا ساکتی معرفی شد. این کارتون که در تلویزیون ایران پخش می‌شد، به سرعت در میان کودکان و نوجوانان محبوب شد. 

#### تأثیرات فرهنگی
داش سیا به عنوان نمادی از فرهنگ لوطی‌گری در تهران قدیم، توانست جایگاه ویژه‌ای در دل مخاطبان پیدا کند. این شخصیت با استفاده از زبان و رفتارهایی که به صورت کلیشه‌ای نمایانگر جوانمردان تهرانی است، به سرعت به یکی از چهره‌های محبوب تبدیل شد.